# Ледяная (приток Хеты)
Ледяная — река в Таймырском Долгано-Ненецком районе Красноярского края России, правый приток Хеты. Длина реки — 150 км, площадь водосборного бассейна — 1750 км².
Река берёт начало из небольших озёр Дюр-Холукан на северо-восточных отрогах плато Путорана на высоте более 592 м над уровнем моря. Преимущественно течёт на север. В верховьях протекает по горной тундре параллельно Хете. Затем описывает полу-окружность, принимая приток, реку Льдистую, и вытекает на равнину, где преобладает лиственничная тайга и лесотундра. В нижнем течении большое число некрупных озёр (наиболее крупное — Большое Ягельное), река активно меандрирует. Впадает в Хету справа в 327 км от ее устья, выше впадения Боярки, но ниже впадания Боганиды, на высоте менее 20 м над уровнем моря. В нижнем течении ширина русла 60 м при глубине 1,3 м, скорость течения в низовьях — 0,3 м/с.
Основные притоки (все правые): Сиегеннях, Калкамут, Льдистая

## Данные водного реестра
По данным государственного водного реестра России и геоинформационной системы водохозяйственного районирования территории РФ, подготовленной Федеральным агентством водных ресурсов:
- Бассейновый округ — Енисейский
- Речной бассейн — Хатанга
- Речной подбассейн — Хета
- Водохозяйственный участок — Хета
- Код объекта в государственном водном реестре — 17040100112117600023968[5].